# Orderzusatz
Orderzusätze oder Handelsoptionen sind zu den Börsenusancen gehörende Begriffe, die eine Wertpapierorder genauer bezeichnen und bestimmte Bedingungen stellen, unter denen diese Order ausgeführt werden soll.
Es gibt generell die Unterscheidung zwischen unlimitierten und limitierten Aufträgen. Weitere typische Zusätze sind die Gültigkeitsdauer und der Ausführungszeitpunkt (z. B. während des laufenden Handels oder nur zu den Auktionen). Daneben gibt es noch etliche Zusätze, die die Details der Ausführung regeln können.

## Gründe für die Verwendung von Orderzusätzen
Orderzusätze ermöglichen eine Feineinstellung der Wertpapierorder. Der wohl bekannteste Zusatz ist das Limit, das einen Höchstpreis für den Kaufauftrag oder einen Tiefstpreis für den Verkaufsauftrag angibt. So kann es sinnvoll sein, ein Limit anzugeben, auch wenn man eigentlich eine Bestens-Ausführung haben möchte, also zum nächstmöglichen Kurs, um unerwartete Kurssprünge auszuschließen.
Ein weiterer Zusatz, der praktisch immer angegeben werden muss, ist die Gültigkeitsdauer der Order. Das kann z. B. der aktuelle Handelstag (good for day), sofort (fill or kill) oder auch ein Datum in der Zukunft sein (good till date).
Auch können je nach Handelsplatz zusätzliche Gebühren anfallen, wenn eine Order nicht vollständig, sondern in mehreren Teilen ausgeführt wird. Solche Teilausführungen können durch den AON-Zusatz (all or nothing) verhindert werden.
Bei zwei voneinander abhängigen Aufträgen, z. B. einen Stop-Loss und ein Limit-Verkauf, um bei Erreichen eines Kurses Gewinne zu realisieren, kann der OCO-Zusatz (one cancels the other) verwendet werden, um bei Ausführung der einen Order die zugehörige Order auf der „anderen Seite“ zu stornieren.
Eine weithin bekannte Technik, die Verluste begrenzen soll, ist das Setzen eines Stop-Loss-Auftrags zu einer bestehenden Long-Position. Diese Technik ist u. U. psychologisch sinnvoll für unerfahrene Kleinanleger, die auch wenig Zeit mit dem Verfolgen des Börsengeschehens verbringen. Bei größeren Volumina ist das Setzen solcher meist unterminierten Orders jedoch nicht mehr sinnvoll möglich. Außerdem wird von Kritikern bemängelt, dass durch den zunehmenden Gebrauch diese Technik inzwischen wieder ineffektiv geworden ist, da Kurse bei Erreichen – augenscheinlich sinnvoller – Stop-Loss-Marken plötzlich einbrechen und sich anschließend – nachdem der Verkaufsdruck durch diese automatisierten Aufträge nachgelassen hat – schnell wieder auf Kurse darüber erholen. Auch das Setzen eines Trailing-Stop-Loss, um sich Gewinne mit steigenden Kursen zu sichern, ist umstritten, da für den Trailing-Abstand praktisch die Volatilität des Basiswerts vorhergesagt werden muss.

## Orderzusätze zum Kurs

### Limitierte und unlimitierte Aufträge
Die beiden einfachsten Orderzusätze sind „bestens“ bzw. „unlimitiert“ und „Limit“:
Market-Order (Unlimitiert, auch billigst oder bestens)
Die Order wird zum nächstmöglichen Kurs ausgeführt. Dies ist das niedrigste Verkaufsangebot bei Kauf-Orders (long) bzw. das höchste Kaufangebot bei Verkauf-Orders (short).
Da der Ausführungskurs im Vorfeld nicht bekannt ist, ist auch unbekannt, zu welchem Gesamtpreis die Order ausgeführt wird. In den meisten regulierten Börsensegmenten dürfen aufeinanderfolgende Kurse nur innerhalb einer gewissen Abweichung (z. B. ±5 %) gestellt werden, sodass auch bei unlimitierten Aufträgen eine sehr große Abweichung vom letzten Kurs ausgeschlossen wird.
Limit-Order
Die Order wird nur ausgeführt, wenn der Kurs das zuvor angegebene Limit unter- bzw. überschreitet: Bei Kauf-Orders muss der Kurs auf dem Limit oder darunter notieren, bei Verkauf-Orders muss der Kurs auf dem Limit oder darüber notieren.
Im Gegensatz zu unlimitierten Orders ist durch die Angabe eines Limits der maximale bzw. minimale Betrag für die gesamte Order bekannt und kann auch nicht über- bzw. unterschritten werden.

### Stop-Zusatz
Durch den Zusatz „Stop“ kann eine Order eingestellt werden, die ruht, bis ein bestimmter Kurs, der Stop-Kurs, erreicht wurde. Genaugenommen wird die Order bei Erreichen des Stop-Kurses in eine andere Order umgewandelt. Bei Kaufaufträgen erfolgt die Umwandlung, sobald der Stop-Kurs überschritten wurde, umgekehrt erfolgt bei Verkaufsaufträgen die Umwandlung bei Unterschreiten des Stop-Kurses.

### Trailing-Zusatz
Der Zusatz „Trailing“ (englisch für ‚verfolgend‘) bewirkt, dass der Ausführungskurs einer Order einen bestimmten Abstand zum aktuellen Kurs nie überschreitet, d. h., er wird hinter dem Kurs nachgezogen. Der Abstand kann relativ (z. B. 5 %) oder auch absolut (z. B. 20 €) angegeben werden. Der Ausführungskurs der Order wird dann automatisch immer so nachgezogen, dass er niemals größer wird als der angegebene Abstand.
Je nach Auftrag kann der Ausführungskurs einer Trailing-Order nur steigen oder sinken. Ein typisches Beispiel ist die Trailing-Stop-Loss-Order, bei der der Stopp-Kurs immer in einem bestimmten Abstand zum Höchstkurs hinterhergezogen wird und bei Unterschreiten des Stopp-Kurses in eine Market-Sell-Order umgewandelt wird. Sie kann dazu verwendet werden, automatisch einen Teil des Kursgewinnes zu sichern und zu verkaufen, wenn der Kurs um den Trailing-Abstand von seinem Höchstwert abgegeben hat. Umgekehrt kann es jedoch auch Trailing-Limit-Buy-Orders geben, die ebenfalls immer in einem gewissen Abstand zum Höchstkurs hinterhergezogen werden.

### Kombinationen
Je nach Handelsplatz können die o. g. Zusätze auch miteinander kombiniert werden. Eine bekannte Kombination ist der Stop-Loss-Auftrag. Er kann dazu verwendet werden, drohende Verluste zu begrenzen, wenn der Kurs unter einen bestimmten Wert fällt.
 Stop-Loss
Eine Verkauf-Order im Rahmen einer Wertsicherungsstrategie, die aktiviert wird, sobald der Kurs die angegebene Schwelle (Limit) genau erreicht oder unter diese Schwelle zurückfällt. Der Ausführungskurs kann dann jedoch auch unter dem Stop-Kurs liegen.
Beispiel:
Aktueller Kurs: 100 €, Stop-Kurs: 90 €.
Der Kurs fällt auf 90 € oder darunter, die Stop-Order wird in eine Verkauf-Order umgewandelt.
Der nächste verfügbare Kurs liegt bei 85 €, die Verkauf-Order wird dann bei 85 € ausgeführt. Es wäre aber auch möglich, dass der Auftrag schon zu 90 € ausgeführt wird.
 Stop-Buy-Limit
Ein Kaufauftrag, der beim Überschreiten des Stop-Kurses in einen Kaufauftrag umgewandelt wird.
Beispiel:
Aktueller Kurs: 100 €, Stop-Kurs: 105 €, Limit: 110 €
Der Kurs steigt auf oder über 105 €, die Order wird in eine Limit-Kauforder umgewandelt und solange ausgeführt, bis der Kurs auf 110 € steigt.

## Kassa-Auktion
Ist eine Order mit dem Orderzusatz Kassa-Auktion gekennzeichnet, wird im Kassa- bzw. Auktionshandel gehandelt. Die Voraussetzung ist, dass bei dementsprechend gehandelten Werten Kassakurse gebildet werden bzw. eine Kassa-Auktion vorgesehen ist. Die Kassakurse werden in Auktionen gebildet, die etwa viermal täglich stattfinden.

## Weitere Orderzusätze
Weiterhin kennt man folgende Orderzusätze, die englischen Kürzel sind auch bei deutschen Systemen gebräuchlich:
MOO (Market on open)Dies ist ein unlimitierter Marketauftrag, der direkt am Anfang des Handelstages ausgeführt werden soll. Diese Orderart hat Priorität vor normalen Marketordern. Diese Aufträge müssen vor Eröffnung des Marktes eingegeben werden.
MOC (Market on close)Dies ist ein unlimitierter Marketauftrag, der am Ende des Handelstages ausgeführt werden soll. Diese Orderart hat Priorität vor normalen Marketordern. Diese Orders müssen vor Schließung des Marktes eingegeben werden, viele Broker erlauben solche Aufträge erst ab 1/2 Stunde vor Schluss.
AON (All or nothing / All or none)Mit diesem Orderzusatz können Teilausführungen vermieden werden. Man bestimmt damit, dass entweder die komplette Stückzahl gefüllt wird oder gar nichts. Ist dies nicht möglich, verbleibt die Order im System für eine spätere Ausführung. Allerdings hat diese Orderart eine sehr niedrige Priorität, alle anderen unlimitierten und limitierten Aufträge werden vor diesem ausgeführt. Diese Ausführungsart wird von der deutschen Tradegate Exchange sowie von US-Börsen angeboten. In Verbindung mit einer Stop-Market-Order wird diese Ausführungsart jedoch teilweise nicht akzeptiert.
IOC (Immediate or cancel)Hiermit verlangt man, dass der Auftrag sofort ganz oder teilweise ausgeführt wird. Weitere Teilausführungen können bei dieser Orderart nicht vorkommen, da nicht sofort ausführbare Teilaufträge gelöscht werden.
FOK (Fill or kill)Eine Kombination aus AON- und IOC-Auftrag: Wenn nicht die gesamte geforderte Menge zum Limitpreis sofort ausgeführt („gefüllt“) werden kann, so wird der Auftrag gelöscht. Weder IOC noch FOK verhindern jedoch die über XETRA vorkommenden (unechten) Teilausführungen, d. h., eine Order wird zwar vollständig ausgeführt, dies kann jedoch (vollautomatisch) in mehreren Teilen erfolgen.
OCO (One cancels the other)Eine Kombination aus Stop-Loss und Verkaufslimit; sobald entweder das gesetzte Limit oder der Stop-Kurs erreicht wird, wird der Auftrag ausgeführt, der jeweils andere Auftrag gelöscht.
TS (Trailing Stop)Bei einer Trailing-Stop-Order handelt es sich um eine Order, bei der das Stop-Limit automatisch nachgezogen wird.
BOC (Book-or-Cancel)Eine Order wird nur dann im Buch platziert, wenn sie nicht sofort ausgeführt werden kann. Dieser Ordertyp dient insbesondere, um Liquidität in den Orderbüchern aufzubauen.

## Ordergültigkeit
Die Zusätze zur Ordergültigkeit geben an, in welchem Zeitraum eine Order gelten soll und somit ausgeführt werden darf.
DAY oder GFD (Good for day)Tagesgültig – Dieser Auftrag gilt nur für den jeweiligen Handelstag. Bei Börsenschluss wird er automatisch gelöscht.
GTD (Good till date)Bis zu einem bestimmten Tag – Dieser Auftrag gilt bis zu dem angegebenen Handelstag.
GTC (Good till cancelled)Bis auf Widerruf – Im Gegensatz zu tagesgültigen Order („DAY“ oder „GFD“) gilt der Auftrag solange, bis er im gewählten Zeitraum ausgeführt worden ist oder er von der Börse oder durch den Marktteilnehmer gelöscht wird. Die maximale Gültigkeitsdauer ist 90 Tage.
UltimoDer Auftrag gilt bis zum Ende des laufenden Monats.